# Nälkä-Kuorpojärvi
Nälkä-Kuorpojärvi är en sjö i Gällivare kommun i Lappland och ingår i Kalixälvens huvudavrinningsområde. Sjön har en area på 0,1 kvadratkilometer och ligger 422,1 meter över havet.

## Delavrinningsområde
Nälkä-Kuorpojärvi ingår i det delavrinningsområde (748993-172145) som SMHI kallar för Inloppet i Salmijärvi. Medelhöjden är 428 meter över havet och ytan är 3,98 kvadratkilometer. Det finns ett avrinningsområde uppströms, och räknas det in blir den ackumulerade arean 26,91 kvadratkilometer. Kivijoki (Moskojoki) som avvattnar avrinningsområdet har biflödesordning 2, vilket innebär att vattnet flödar genom totalt 2 vattendrag innan det når havet efter 308 kilometer. Avrinningsområdet består mestadels av skog (82 procent). Avrinningsområdet har 0,38 kvadratkilometer vattenytor vilket ger det en sjöprocent på 9,6 procent.